# Sant'Eustachio, Rom
Sant'Eustachio, officiellt Sant'Eustachio in Campo Marzio, är en kyrkobyggnad och mindre basilika i Rom, helgad åt den helige Eustachius. Kyrkan är belägen vid Piazza di Sant'Eustachio i Rione Sant'Eustachio och tillhör församlingen Sant'Agostino in Campo Marzio.

## Historia
Kyrkans omnämns för första gången i ett dokument från påve Gregorius II:s pontifikat (715–731) och benämndes ursprungligen Sant'Eustachio in Platana; tillnamnet ”Platana” åsyftar enligt traditionen en platan som växte i trädgården till den helige Eustachius bostad, där senare kyrkan uppfördes. Kyrkan byggdes om under påve Celestinus III omkring år 1195 och omstrukturerades fullständigt av Cesare Corvara och Giovanni Battista Contini mellan 1650 och 1706 samt av Antonio Canevari, Nicola Salvi och Giovanni Domenico Navone från 1724 till 1728.
Kyrkans kampanil härstammar från sent 1100-tal. Högaltaret är ett verk av Nicola Salvi med en baldakin av Ferdinando Fuga. Det andra sidokapellet på vänster hand ritades av Alessandro Speroni och är invigt åt Ärkeängeln Mikael.

## Titeldiakonia
Sant'Eustachio stiftades som titeldiakonia av påve Gregorius I omkring år 600.
Kardinaldiakoner under 1900- och 2000-talet
- Luigi Trombetta (1899–1900)
- Vakant (1900–1914)
- Michele Lega (1914–1924); titulus pro illa vice (1924–1926)
- Carlo Perosi (1926–1930)
- Vakant (1930–1946)
- Giuseppe Bruno (1946–1954)
- Vakant (1954–1958)
- Fernando Cento, titulus pro illa vice (1959–1965)
- Francis John Brennan (1967–1968)
- Giacomo Violardo (1969–1978)
- Vakant (1978–1991)
- Guido Del Mestri (1991–1993)
- Vakant (1993–2001)
- Sergio Sebastiani (2001–2011); titulus pro hac vice (2011–2024)

## Bilder
| - Kyrkans kampanil. |